# Microleroides chinensis
Microleroides chinensis là một loài bọ cánh cứng trong họ Cerambycidae.